# Doin' Time
«Doin' Time» es un sencillo de la banda estadounidense Sublime. Aparece en su tercer álbum de estudio homónimo. La letra habla de una novia infiel, cuyas infidelidades y malos tratos hacia su amante lo hacen sentir como si estuviera en prisión. Fue lanzado como single el 25 de noviembre de 1997; El disco contenía versiones alternativas de la canción con Wyclef Jean y The Pharcyde. Aparecieron versiones adicionales en el posterior álbum recopilatorio de Bradley Nowell Second-hand Smoke y varios bootlegs, incluido uno con Snoop Dogg.
Esta canción alcanzó el número 87 en el Billboard Hot 100 y el número 28 en la lista Modern Rock Tracks.

## Composición
«Doin 'Time» es un ligero cover de «Summertime» de George Gershwin, compuesta para la ópera Porgy and Bess. La canción samplea en gran medida una versión de «Summertime» del flautista de jazz Herbie Mann, una versión bossa nova en vivo de su álbum Herbie Mann en Village Gate. La banda originalmente grabó la canción con la letra «doin' time and the livin's easy». Para lanzar la canción usando la muestra de Gershwin, la banda tuvo que aceptar usar la línea «summertime» en lugar de «doin' time». Sin embargo, la canción ya estaba grabada con la letra «doin' time», y el cantante Bradley Nowell había muerto recientemente por una sobredosis de heroína. La letra fue regrabada por el amigo/productor de Sublime, Michael Happoldt, cantando «Summertime». Es esta versión de la canción que aparece en el álbum homónimo de Sublime. El disc jockey de Long Beach Dub Allstars, DJ Marshall Goodman, aparece en la grabación y se menciona en la letra.

## Lista de canciones
1. "Doin' Time" (Bradley Version) – 4:16
2. "Doin' Time" (Remixed by Wyclef Jean) – 3:49
3. "Doin' Time" (Remixed by Marshall Arts featuring The Pharcyde) – 4:10
4. "Doin' Time" (Album Version) – 4:12

## Listas
| País           | Lista                            | Mejor posición |
| 1997-1998      | 1997-1998                        | 1997-1998      |
| -------------- | -------------------------------- | -------------- |
| Estados Unidos | Billboard Hot 100                | 87             |
| Estados Unidos | Billboard Hot Modern Rock Tracks | 28             |

## Versión de Lana Del Rey
El 7 de mayo de 2019, la cantante estadounidense Lana Del Rey insinuó que grabaría una versión de la canción y dijo que «llegaría pronto». El cover de Del Rey se lanzó oficialmente el 17 de mayo de 2019, coincidiendo con el estreno de un documental sobre Sublime en el Festival de Cine de Tribeca. Fue lanzado como el cuarto sencillo del sexto álbum de estudio de la cantante —Norman Fucking Rockwell!—. El 29 de agosto de 2019, lanzó un vídeo musical para la versión, que hacía referencia a la película Attack of the 50 Foot Woman (1958).

### Análisis
Poco después del lanzamiento de la versión de Del Rey, comenzó a formarse un consenso general entre muchos críticos que notaron una evidente interconexión entre «Doin' Time», las otras canciones de Sublime y las propias canciones de Del Rey. Un artículo resumió particularmente estas observaciones similares al señalar que «las canciones de Sublime, como las de [Del Rey], están ambientadas en los rincones sombríos de California, repletas de amantes cruzados por las estrellas, la depravación trascendental y la narración de historias A-1».
Del Rey utiliza repetidamente la vida, los lugares de interés y la cultura de California como un motivo recurrente en su composición, además de expresar una admiración por el verano y la naturaleza tradicionalmente simbólica que vincula el verano con la libertad. Se hicieron comparaciones con las múltiples referencias que Sublime también hace a «The LBC» y Summertime en «Doin 'Time», pero también a otras alusiones a California en general que la banda ha hecho en otras grabaciones. Del Rey también ha utilizado elementos de trip hop y hip hop en muchas de sus propias canciones en varios puntos a lo largo de su carrera, particularmente en su primer álbum importante Born to Die, en el que el estilo de la cantante de rapear y rimar se puede escuchar inspirado en la producción trip hop en muchas pistas. Del mismo modo, el rap inspirado en el ska de Sublime y la producción infundida en el salto de muchas de las grabaciones del grupo crearon un «ambiente SoCal» dentro del género ska. Cuando se le preguntó sobre la versión de la canción, Del Rey atribuyó la transición y los cambios de género a Sublime, diciendo que el grupo «hizo un género y sonó totalmente propio», y agregó que debido a la indeleble «vibra SoCal» que el grupo creó, «no pasa un día en que [ella no] escucha al menos una canción de Sublime».
La mayoría de los críticos antes mencionados concluyeron que la elección de que Del Rey cantara la canción fue una decisión bien hecha, que produjo una versión final satisfactoria. Un crítico en particular expresó que la versión se sentía tan auténtico que «podría haber aparecido fácilmente en uno de los álbumes de [Del Rey]». Otro estuvo de acuerdo, y agregó que la estética única que Del Rey aporta a la canción hace que su versión «apenas [suene] como la de Sublime». Gran parte de los elogios hacia la versión de Del Rey se dirigió a cómo la cantante se mantuvo fiel al sonido original e intencionado de Sublime, al tiempo que utilizaba sus propios nichos y técnicas vocales establecidas.

### Recepción

#### Crítica
La versión de Del Rey de «Doin' Time» recibió elogios de la prensa especializada tras su lanzamiento, con los críticos, así como los antiguos compañeros de banda y familiares de Sublime, elogiando el tratamiento de Del Rey de la canción.
Un artículo de Rolling Stone que describió la versión de Del Rey como «brillante» y «reluciente» incluyó la evaluación personal del baterista de Sublime Bud Gaugh de la versión de Del Rey, en la que Gaugh elogió la incorporación de su reconocido estilo vocal en la canción y dijo que «El sonido ahumado, sexy e icónico de su voz da nueva vida a uno de nuestros sencillos favoritos». En una entrevista publicada por iHeartRadio, Troy Dendekker —la viuda del líder de Sublime Bradley Nowell—, también elogió la versión de Del Rey al llamarlo «mágico e inquietante» y explicó que era «un honor tener el talento de [Del Rey] complementando el legado de Sublime».
En una crítica muy positiva de Billboard, el crítico Gil Kaufman declaró que Del Rey «hace justicia [a la canción]», destacando especialmente cómo Del Rey incorporó su propia «vibra somnolienta e íntima sobre el ritmo relajado de la canción». Kaufman elogió aún más la versión de Del Rey diciendo: «Sabes que has clavado un cover cuando se siente como algo que podría haber aparecido fácilmente en uno de tus propios álbumes», afirmando además que Del Rey «está tan profundamente en el bolsillo de su versión súper relajada del icónico 'Doin' Time' de Sublime, que es fácil olvidar a los rockeros de reggae de SoCal lanzándola... [la canción] ... hace más de 23 años». Alex Zaragoza de Vice aclamó particularmente la versión de Del Rey, diciendo que era «la perfección de SoCal ... tan perfecta que es razonable pensar que hay un póster de Sublime colgado en algún lugar de su casa de Malibu».
Meaghan Garvey de The Fader también alabó la versión, diciendo que «la canción del verano es «Doin' Time» de Sublime, cantada por la propia Lana», y le dio tanta estima a la versión que opinó «La versión [de Del Rey] de «Doin' Time'» mejora la original, con su disposición más elegante y su puente ondeante».

#### Comercial

###### Listas
| Australia       | Australia Digital Tracks | 39 |
| Bélgica         | Ultratip Flanders        | 14 |
| Bélgica         | Ultratip Wallonia        | 20 |
| Canadá          | Canadian Hot 100         | 60 |
| Canadá          | Billboard Canada Rock    | 25 |
| Croacia         | Croatia Airplay          | 56 |
| República Checa | Singles Digitál Top 100  | 91 |
| Nueva Zelanda   | New Zealand Hot Singles  | 13 |

### Personal
Técnico
- Paul LaMalfe – ingeniería, mezcla
- Andrew Watt – mezcla
- Dave Kutch – masterización

Músicos
- Lana Del Rey – voz
- Andrew Watt – instrumentación, programación, guitarra
- Eric Wilson – guitarra de bajos
- Josh Freese – batería
- Bud Gaugh – batería
- Gale Levant – arpa

### Video musical
El video musical de la canción representa a Del Rey como una mujer gigante que pasea, haciendo una referencia a la película El ataque de la mujer de 50 pies (1958).